# Bielsko (województwo pomorskie)
Bielsko (kaszub. Biélskò, niem. Bölzig) – wieś w Polsce położona w województwie pomorskim, w powiecie człuchowskim, w gminie Koczała.
W latach 1975–1998 miejscowość administracyjnie należała do województwa słupskiego.
Inne miejscowości o nazwie Bielsko: Bielsko, Bielsko-Biała